# Ахмад Хіралалл
Ахмад Іметехаз Хіралалл (англ. Ahmad Imetehaz Heeralall, нар. 11 липня 1982) — маврикійський футбольний арбітр.

## Кар'єра
Працював на таких міжнародних змаганнях :
- Фінал Кубка КОСАФА 2017
- Молодіжний кубок африканських націй 2019 (1 матч)
- Кубок африканських націй 2019 (1 матч)
- Кубок африканських націй 2021